# Egnasia ephyrodalis
Egnasia ephyrodalis är en fjärilsart som beskrevs av Walker 1858. Egnasia ephyrodalis ingår i släktet Egnasia och familjen nattflyn. Inga underarter finns listade i Catalogue of Life.